# Šňupec
Šňupec (v anglickém originále Snuff) je humoristický fantasy román britského spisovatele Terryho Pratchetta, celkově v pořadí 39. z cyklu Úžasná Zeměplocha.
Hlavní postavou románu je velitel ankh-morporské Městské hlídky Samuel Elánius, který je Patricijem a svojí manželkou lady Sibylou donucen si vzít dovolenou, aby si odpočinul a strávil čas se svojí rodinou, zahrnující ještě jejich malého syna Sama, na venkovském panství Grund Lee, běžně zvaném Sídlo. Nedlouho po začátku dovolené ale zjistí, že místní lidé skrývají ve své minulosti něco špatného, co se týká skřetů žijících poblíž v jeskyních. Elánius tedy v doprovodu svého sluhy Jeefese a místního policisty Závěrka musí pátrat a zjišťovat okolnosti případu, do kterého je zapleten i syn lorda Rzezacze, významného ankh-morporského šlechtice.